# Стандартная кросс-культурная выборка
Стандартная кросс-культурная выборка — выборка из 186 культур мира, применяемая в кросс-культурных исследованиях. Разработана в 1969 году Джорджем Питером Мёрдоком и Дугласом Уайтом. Изначально выборка не была ограничена определённым числом параметров. Первые данные по Стандартной кросс-культурной выборке были опубликованы Дж. П. Мёрдоком и его коллегами. В дальнейшем выборкой стали пользоваться и другие ученые и исследователи.

## Принцип формирования выборки
Культуры, вошедшие в Стандартную кросс-культурную выборку, были отобраны её создателями тщательным образом, при этом Мёрдок и Уайт стремились избежать возникновения так называемой проблемы Гальтона (риск выведения ошибочных заключений о наличии причинно-следственных связей между явлениями или событиями ). Мир был поделен на 186 этнографических ареалов, каждый из которых включал в себя несколько близкородственных культур. Ученые проанализировали данные обо всех культурах, имеющиеся в распоряжении научного сообщества на тот момент. В результате из каждого ареала в Стандартную кросс-культурную выборку вошла только одна культура с наиболее полным историко-этнографическим описанием. Представленные данные, как правило, относятся к периоду самого раннего появления высококачественного историко-этнографического описания той или иной культуры.
Первые данные по Стандартной кросс-культурной выборке были опубликованы в 1969 году. Они использовались исследователями для проверки собственных кросс-культурных гипотез. Кроме того, многие ученые стали применять принципы формирования Стандартной кросс-культурной выборки для дальнейшего сбора и систематизации данных о культурах мира. Результатом этих совместных усилий сегодня является крупнейшая база данных о 186 культурах, изначально вошедших в Стандартную кросс-культурную выборку, описанных по более чем 2000 показателей.

## Предыстория
Джордж Питер Мёрдок входит в число исследователей, положивших начало созданию формализованных исторических, этнографических и социокультурных баз данных. В 1920-х гг. при Йельском университете США был создан Институт изучения человеческих отношений (Yale University's Institute of Human Relations), целью которого являлось обеспечение взаимодействия между кафедрами университета для междисциплинарного изучения человеческих отношений. До начала Второй мировой войны активным участником Института был и Дж. П. Мёрдок, представлявший в нём направление социокультурной антропологии. Под эгидой данного Института, а также индивидуально Мёрдок реализовал ряд проектов, которые предопределили необходимость создания Стандартной кросс-культурной выборки:
- Кросс-культурное исследование

Кросс-культурное исследование (Cross-cultural survey) — проект, главной целью которого была организация доступных науке данных по репрезентативной выборке из всех известных миру культур. Предполагалось собрать и систематизировать информацию о народах всего мира, а также представить эту информацию в доступном для пользователей формате. Для достижения этой цели Мёрдок и его коллеги по Институту изучения человеческих отношений разработали Схему организации данных по культуре, послужившую основой для классификации этнографических данных. Этот труд был разослан многим антропологам и представителям смежных наук, после чего несколько раз переиздан с учётом их замечаний и дополнений.
- Региональная картотека человеческих отношений

Мёрдок участвовал в развитии крупнейшей полнотекстовой базы данных о мировых культурах. Её курированием занимается Региональная картотека человеческих отношений, (англ. Human Relations Area Files, Inc., сокр.: HRAF) — международная некоммерческая организация, существующая с 1949 года на базе Йельского университета США. Мёрдок изначально отдавал предпочтение составлению подобных баз данных не в сжатом, а в полнотекстовом формате. В дальнейшем позиция исследователя легла в основу принципа составления свода кросс-культурных данных при HRAF.
- Всемирная этнографическая выборка

Позднее Джордж Питер Мёрдок нашёл способ сжатой организации социоантропологических данных в виде буквенного кодирования информации. Впервые этот принцип был применен исследователем в его работе под названием Всемирная этнографическая выборка (1957 г.), куда вошла информация о 565 культурах мира, структурированная по 30 показателям. Одним из потенциальных преимуществ подобной экономной организации информации являлась возможность её быстрой оцифровки, что стало особенно актуально с изобретением ЭВМ.
- Этнографический атлас

Самая объемная база данных, созданная Мёрдоком. Впервые опубликована в 1962 году на страницах историко-этнографического журнала ''Ethnology''. Впервые Этнографический атлас был опубликован в виде монографии в 1967 году, в него вошла информация о 863 мировых культурах, охарактеризованных по более чем 100 показателям. Однако на этом Джордж Питер Мёрдок не прекратил работу над Этнографическим атласом, и уже к 1973 году количество культур, представленных в базе данных, увеличилось до 1267.
Идея о создании Стандартной кросс-культурной выборки появилась у Мёрдока после публикации Этнографического атласа. Ученый решил разработать новую базу данных, принципиальное отличие которой от предыдущей его работы заключалось бы в количестве описанных культур, а также показателей, по которым должно быть приведено их описание. Так, целью создания Этнографического атласа была систематизация данных о максимально возможном количестве мировых культур по ограниченному числу показателей. Тогда как в рамках Стандартной кросс-культурной выборки предусматривалось описание 186 мировых культур, количество показателей при этом не ограничивалось.

## Влияние на область кросс-культурных исследований
Разработчики Стандартной кросс-культурной выборки открыли новый этап развития кросс-культурных исследований. Они утверждали, что культурные элементы могут считаться взаимосвязанными, только если имеют отношение к одному и тому же периоду времени и к носителям одной и той же культуры. Что касается элементов, наблюдаемых в одном и том же сообществе в разные временные отрезки, или же относящихся к представителям подгрупп, отличающихся с точки зрения культурных характеристик, такие элементы не могут считаться функционально связанными между собой. По мнению составителей Стандартной кросс-культурной выборки, в разработанных ранее базах данных сведения о той или иной культуре публиковалась без учёта этих факторов.
Стандартная кросс-культурная выборка сыграла большую роль в обеспечении совместимости баз данных, созданных исследователями в разное время независимо друг от друга. Принципы формирования выборки оставались неизменными и были приняты учеными в области антропологии и смежных наук в качестве базовых для систематизации собранных ими данных.
Наконец, Стандартная кросс-культурная выборка до сих пор применяется учеными для сбора информации по мировым культурам, поскольку избавляет их от необходимости самостоятельно перерабатывать большие массивы информации, накопленной научным сообществом за многие десятилетия исследований в данной области. Сжатый способ организации данных и неограниченное число показателей, по которым охарактеризованы культуры, позволяет исследователям сразу же приступить к проверке их гипотез на основе уже собранной информации.

## Критика
Кит Оттербейн, заслуженный профессор антропологии Университета штата Нью-Йорк в Буффало и бывший председатель совета директоров HRAF, высказывал сомнения относительно объективности принципов отбора культур, представленных в выборке. В частности, профессор подчеркивал тот факт, что в репрезентативную выборку вошло слишком много сообществ, изученных исследователями, с которыми у Дж. П. Мёрдока были личные связи, а также сообществ, чьи характеристики в значительной мере созвучны теориям социальной организации Мёрдока. Оттербейн не отрицал важнейший вклад Мёрдока и Уайта в практику кросс-культурных исследований, однако обращал внимание на тот факт, что способы отбора культур на предмет включения их в Стандартную кросс-культурную выборку могут оказаться предвзятыми, что ставит под сомнение исследования, проведённые с помощью данных из выборки.